# 2010년 더 투나잇 쇼 사태
2010년 더 투나잇 쇼 사태는 더 투나잇 쇼에 관련된 사건이다. 2004년 9월 27일, 더 투나잇 쇼 방영 50주년 기념일을 맞아, NBC는 2009년 코난 오브라이언이 제이 레노의 뒤를 이을 것이라고 발표했다. 제이 레노는 코난에게 양도할 때 자신과 데이비드 레터맨 사이에 불거졌던 감정 악화를 반복하고 싶지 않다고 설명하면서 코난 오브라이언이 "그 일에 확실히 최적임자"라고 제이 레노가 진행한 '투나잇 쇼' 마지막 회는 2009년 5월 29일 금요일에 방송됐다. 코난 오브라이언은 레노를 대신해 6월 1일 월요일 '투나잇 쇼'를 맡아 유니버설시티에 있는 유니버설 스튜디오 할리우드의 새 스튜디오에서 진행했으며, 이로써 (1972년 이후) 버뱅크에서 방송을 녹화한 시대가 끝났다. 한편, 제이 레노는 오브라이언의 '투나잇 쇼' 전에 방송되는 황금 시간대 토크쇼 en:The Jay Leno Show 진행자로 옮겨 갔다.

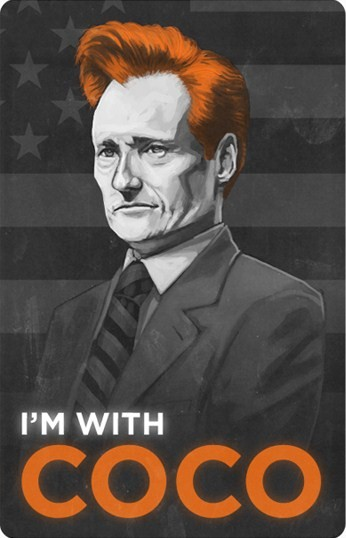
오브라이언은 논란 속에서 온라인 지지를 신속히 얻었다.

오브라이언의 관객은 레노 때보다 상당히 줄어들었다. 레노의 황금시간대 프로그램 시청률이 잘 나왔지만, 일부 NBC 제휴 지역 방송국은 '제이 레노 쇼'가 자사 심야 뉴스 방송 시청률을 떨어뜨리고 있다고 항의했다.
2010년 1월 7일, 여러 언론이 레노 및 오브라이언의 시청률 하락과 NBC 계열시의 압력 때문에 레노가 2010년 3월 1일부터 평일 밤 10시 시간대에서 11시 35분으로 옮긴다고 보도했다. 레노의 프로그램은 1시간에서 30분까지 단축될 예정이었다. 2월 15일부터 2월 26일까지 NBC 심야 프로그램 전체가 2010 동계 올림픽으로 편성되었다. 이 때문에 '투나잇 쇼'는 새벽 12시 5분으로 밀렸으며, 방송 이래 최초로 시간대가 자정을 넘기게 되었다.
1월 10일, NBC는 제이 레노를 2월 12일 자로 황금시간대에서 빼고 가능한 한 빨리 심야로 이동시킨다는 계획을 공식화했다. 이러한 변경사항에 대해 오브라이언이 아무런 사전 통보도 받지 못했으며, NBC가 새벽 12시 5분 시간대 한 시간짜리 방송 아니면 그만두라는 선택권을 그에게 제시했다고 TMZ는 보도했다. 1월 12일, 오브라이언은 기자 회견을 열어 새벽 12시 5분 시간대로 옮겨진다면 '투나잇'을 계속하지 않겠다며 이렇게 말했다. "다른 코미디 프로그램을 들이느라 '투나잇 쇼'를 다음 날로 미루면 제가 방송사상 최대의 시리즈로 여기는 '투나잇 쇼'에 막대한 타격을 줄 것입니다. 새벽 12시 5분의 '투나잇 쇼'는 말 그대로 '투나잇 쇼'가 아닙니다."
9일 후인 1월 21일, 오브라이언이 '투나잇 쇼'를 떠나며 3,300만 달러를 받는 조건으로 NBC와 합의했다고 발표됐다. 오브라이언의 '투나잇 쇼'는 1월 22일 금요일에 마지막으로 전파를 탔고, 제이 레노가 곧바로 3월 1일부터 '투나잇 쇼'에 복귀했다. 오브라이언은 (NBC와 체결한 비경쟁 계약 조항이 만료된 후인) 2010년 11월 8일, 심야 텔레비전으로 복귀해 케이블 채널 TBS의 '코난'을 진행한다.
2010년 3월 1일, 제이 레노가 '투나잇 쇼'로 복귀했다. 2010년 7월 1일, 주간지 '버라이어티'는 제이 레노가 다시 진행을 맡은 지 불과 6개월 만에, '투나잇 쇼'의 시청률이 1992년 이래 최하를 기록했다고 보도했다. 2010년 9월이 되자, 레노의 시청률은 코난 오브라이언이 '투나잇 쇼'를 진행하던 당시의 시청률 이하로 떨어졌다. NBC 시청률 전문가 톰 비어바움은 진행자가 심야 텔레비전을 상당 기간 떠나 있던 데다 2010년 투나잇 쇼 갈등도 빚었던 만큼, 레노의 시청률 하락은 "전혀 놀라운 일이 아니다"고 논평했다.
2010년 10월, 레노가 '투나잇 쇼' 진행자로 복귀하고서는 처음으로 데이비드 레터맨의 시청률이 레노의 프로그램을 앞섰다. 그러나 2011년 5월 레노는 레터맨으로부터 선두 자리를 되찾았으며 지금껏 지키고 있다.
2012년 8월, '로스앤젤레스 타임즈'는 '투나잇 쇼'가 여러 가지 이유로, 특히 NBC가 돈을 잃어 곤란한 상황이라고 보도한다. 나중에 '타임즈'는 '투나잇 쇼' 광고 수익이 2007년 이후 연간 2억 5천 5백9십만 달러에서 1억 4천 6백십만 달러로 40% 이상 떨어졌다는 점에 주목하며 더욱 자세히 설명했다.
이러한 문제점들에도 불구하고, 닐슨 시청률에 따르면, 2012년부터 2013년까지, '제이 레노의 투나잇 쇼'는 300만 관객을 정기적으로 유치하면서 최고 시청률의 심야 방송 자리를 지켜오고 있다. 하룻밤에 580만 명을 거뜬히 확보하던 절정기 2002~2003년보다 레노의 시청자는 상당히 줄었다. 이는, '더 데일리 쇼', '콜베어 리포트', 코난 같은 케이블 방송이 점차 늘어 TV 관객이 계속해서 분열된 탓이기도 하다. 더구나 CBS에서는 레터맨과, 2013년 1월 8일부터는 ABC의 '지미 키멀 라이브!'와도 경쟁하고 있다.